# Sebastián Obermaier
Sebastian Wilhelm Obermaier Mayer (Rosenheim, Alemania nazi; 24 de octubre de 1934 - El Alto, Bolivia; 2 de agosto de 2016) fue un sacerdote católico alemán y creador de la Fundación Cuerpo de Cristo en la ciudad de El Alto.

## Reseña biográfica
Sebastian Wilhelm Obermaier Mayer nació el 24 de octubre de 1934, en Rosenheim en ese entonces en la Alemania nazi. En 1944, a los 10 años de edad, empezó el nivel secundario “Realschule” en plena Segunda Guerra Mundial, cuando el régimen nazi de Adolf Hitler estaba ya a punto de caer.
Cabe recordar que la Iglesia católica fue perseguida por el gobierno de Hitler y tanto sacerdotes católicos como militantes de grupos parroquiales fueron enviados a campos de concentración por el mero hecho de mostrar su fe de manera pública.
Desde muy niño, y durante toda su adolescencia, Sebastian Obermaier se dedicó al oficio de la agricultura, a vender quesos, carpintero, minero y mozo de restaurante, hasta la finalización de la guerra.
En 1949, falleció su padre a sus 54 años de edad. En 1952, Obermaier se gradúa de bachiller a los 18 años y por influencia de la profunda fe católica de su familia decide empezar los estudios de Filosofía y Teología en el Seminario de Freisinga. Durante las vacaciones, trabajaba como agricultor, minero, vendedor de quesos, carpintero, comisionado para la entrega de paquetes, obrero en una fundición de hierro y catequista en el puerto de Hamburgo, en las noches servía como mozo en un restaurante.
El 29 de junio de 1959, Obermaier se ordena como sacerdote diocesano a la edad de 24 años. Inicialmente fue destinado a Ebersberg como vicario de la parroquia de San Sebastián, donde permaneció durante tres años. Luego fue designado a la parroquia de “San Agustín” y por último fue trasladado a la parroquia de “Los Catorce Santos Amigos del Socorro”.

### Llegada a Latinoamérica

#### Venezuela (1966-1978)
En 1966 pidió ser destinado a Latinoamérica, y el cardenal Julius Döpfner lo envió a Venezuela. Vivió en Caracas, en donde permaneció 11 años. 

#### Bolivia (1978-2016)
En el año de 1978 fue destinado a Bolivia, año en que también falleció su madre Filomena.
En la llegada a su nueva parroquia en la zona de Villa Adela, de la ciudad de El Alto, aprendió la lengua aimara para poder comunicarse mejor con los habitantes del lugar. Decía: 
“Lo que más aprecio de aquí, es el frío, porque forma nuestro carácter y es el regalo más grande del altiplano, porque forma gente valiente”.
Desde un inicio comienza la construcción de lo que serían más de 50 iglesias en la ciudad de El Alto, “Los mejores catequistas son las torres, la mejor invitación para unirse con Dios”.
Crea el Centro de Salud San Sebastián, que empieza su atención el año 1978 y se consolida en el año 1996, manteniendo la característica de apoyar a los grupos vulnerables: niños, mujeres, tercera edad, jóvenes, la salud, capacitación para acceder a un empleo digno.
El 30 de diciembre de 1997, el gobierno de Hugo Banzer lanza el Decreto Supremo 24929, que por primera vez señalaba la necesidad de un plan de emergencia de lucha contra la pobreza en El Alto, y el 11 de agosto de 1998 fue nombrado delegado presidencial en la ciudad de El Alto. Un año y once meses duró la delegación porque el 17 de mayo del 2000 recibió una carta firmada por el presidente de entonces, donde se prescindía de sus servicios como delegado.

### Lucha contra la pobreza
Con la intención de combatir la pobreza decide crear la Fundación “Cuerpo de Cristo”. El 12 de septiembre del 2000, sale la Resolución Prefectural 134, reconociendo a la Fundación “Cuerpo de Cristo” en el registro de instituciones que trabajan en Gestión Social.

#### Fundación “Cuerpo de Cristo”
El primer proyecto realizado por la Fundación “Cuerpo de Cristo”, y de vital importancia, fue el Plan de Ordenamiento de La Ciudad de La Paz. 
En el año 1999 se puso en funcionamiento la “CASA MI HOGAR”, que tiene como misión la lucha contra la desnutrición y nivelar a los beneficiarios en sus estudios, dando como resultado el mejoramiento del aspecto nutricional y mejora en el rendimiento escolar de sus 200 beneficiarios. A partir del año 2000 se constituyó el “Centro Juvenil parroquia Cuerpo de Cristo” con el fin de capacitar a jóvenes en liderazgo, como futuros actores de la construcción de la sociedad nueva emergente en la ciudad de El Alto.

#### Casa del Niño
En junio del 2002 empezó a funcionar la “Casa del Niño”, un hogar transitorio para niños maltratados y/o abandonados, que en un número de 250 en promedio anual son atendidos, donde tienen la posibilidad de mejorar su autoestima y descubren nuevas alternativas de vida.

#### “Por la Sonrisa de un Niño Alteño”
Desde diciembre de 2001, Obermaier organizó una recolección de juguetes para entregárselos a los niños de El Alto y de las provincias. La entrega era realizada sin ningún tipo de condición y siempre acompañada de una taza de chocolate.

#### Medios de comunicación
En septiembre de 2004 se constituye el “Canal 57 Virgen de Copacabana”, siendo la educación y la religión el eje de la programación central de este medio de comunicación. En diciembre de 2004 el Padre Sebastián colaboró con las personas que viven con el virus del VIH/Sida ayudando a consolidar el grupo solidario “Cumbre” con los que implementan el proyecto de prevención primaria financiado por USAID, la Cooperación Técnica Belga. Esta Fundación pondrá en funcionamiento el primer hospital del país, en el cual toda persona afectada por el virus tendrá una atención digna y sin discriminación.

#### Formación laboral
En enero de 2006 se creó el “Centro de Formación Técnica y Laboral”, que realiza capacitaciones en: tallado en madera, confección de calzados, textiles, orfebrería. Junto a la Fundación AUTAPO se desarrolla el proyecto de capacitación en electricidad automotriz.
En febrero de 2006 y con el fin de colaborar con las madres trabajadoras del distrito 3 de la ciudad de El Alto, empieza a funcionar la “Guardería Campanitas”, donde a los niños se les imparten hábitos básicos de comportamiento, se cuida el aspecto nutricional y se les brinda una atención con calor humano. 
En el año 2006, construye la “Casa de la Tercera Edad” para las personas ancianas. Este proyecto cuenta con espacios de recreación, capacitación y albergue.

## Muerte
El 2 de agosto de 2016, después de 57 años de sacerdocio, el padre Sebastian Wilhelm Obermaier Mayer falleció a los 81 años debido a un paro cardiorrespiratorio, en la habitación de la parroquia donde vivía en la ciudad de El Alto.

## Reconocimientos
El año 2011, la República Federal de Alemania le otorgó la Cruz Federal del Mérito de 1ª Clase de la Orden del Mérito.
El 2 de agosto de 2016, el pleno del Concejo Municipal de la ciudad de El Alto, a través de la Resolución Municipal 130/2016, declaró 30 días de duelo y nombró “hijo predilecto” de la ciudad de El Alto a Sebastián Obermaier.